# Azzedine Doukha
Azzedine Doukha (ar. عز الدين دوخة; ur. 5 sierpnia 1986 w Chetti) – algierski piłkarz grający na pozycji bramkarza. Od 2018 jest zawodnikiem klubu Al-Raed FC.

## Życiorys

### Kariera klubowa
Swoją karierę piłkarską Doukha rozpoczął w klubie ASO Chlef. W sezonie 2004/2005 zadebiutował w jego barwach w pierwszej lidze algierskiej. W sezonie 2004/2005 zdobył z nim Puchar Algierii. Następnie występował w drugoligowych klubach JSM Tiaret, a następnie MO Béjaïa. W sezonie 2008/2009 grał w pierwszoligowym MC Algier.
Latem 2009 Doukha został zawodnikiem USM El Harrach. Swój debiut w nim zanotował 6 lutego 2010 w przegranym 0:2 wyjazdowym meczu z WA Tlemcen. W 2014 przeszedł do JS Kabylie, w którym grał przez dwa lata. W sezonie 2016/2017 występował w NA Hussein Dey, a latem 2017 trafił do saudyjskiego Ohod Club. Latem 2018 został zawodnikiem Al-Raed FC.
| Sezon   | Klub           | Kraj             | Rozgrywki         | Mecze | Bramki |
| ------- | -------------- | ---------------- | ----------------- | ----- | ------ |
| 2004/05 | ASO Chlef      | Algieria         | Première Division | 2     | 0      |
| 2005/06 | ASO Chlef      | Algieria         | Première Division | 0     | 0      |
| 2006/07 | JSM Tiaret     | Algieria         | Deuxième Division | ?     | 0      |
| 2006/07 | MO Béjaïa      | Algieria         | Deuxième Division | ?     | 0      |
| 2007/08 | MO Béjaïa      | Algieria         | Deuxième Division | ?     | 0      |
| 2008/09 | MC Algier      | Algieria         | Première Division | 3     | 0      |
| 2009/10 | USM El Harrach | Algieria         | Première Division | 13    | 0      |
| 2010/11 | USM El Harrach | Algieria         | Première Division | 22    | 0      |
| 2011/12 | USM El Harrach | Algieria         | Première Division | 26    | 0      |
| 2012/13 | USM El Harrach | Algieria         | Première Division | 24    | 0      |
| 2013/14 | USM El Harrach | Algieria         | Première Division | 23    | 0      |
| 2014/15 | JS Kabylie     | Algieria         | Première Division | 25    | 0      |
| 2015/16 | JS Kabylie     | Algieria         | Première Division | 25    | 0      |
| 2016/17 | NA Hussein Dey | Algieria         | Première Division | 23    | 0      |
| 2017/18 | Ohod Club      | Arabia Saudyjska | I liga            | 26    | 0      |

### Kariera reprezentacyjna
W reprezentacji Algierii Doukha zadebiutował 12 listopada 2011 w wygranym 1:0 towarzyskim meczu z Tunezją. W 2013 został powołany do kadry na Puchar Narodów Afryki 2013.